# العصر الحجري الشمالي

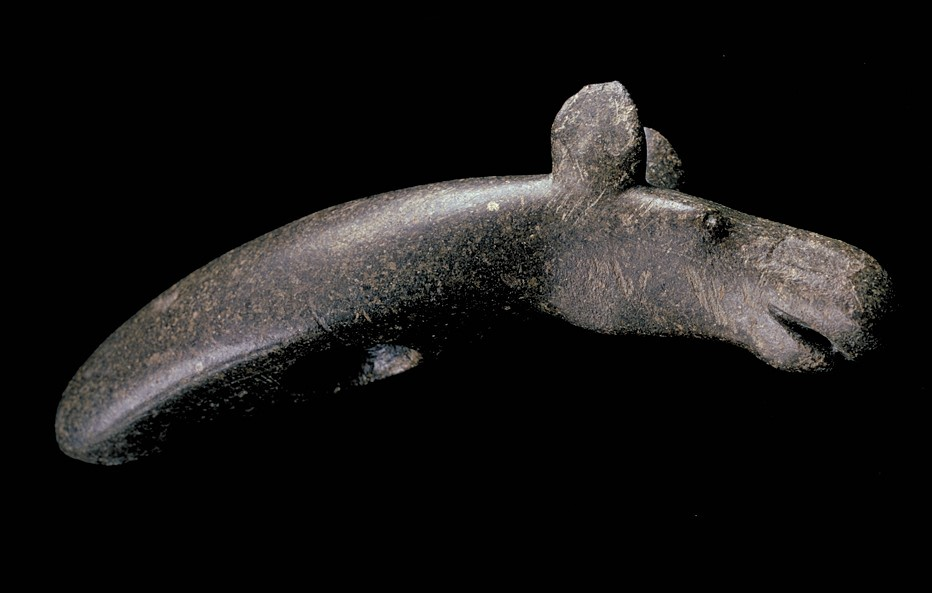
تمثال الموظ في ألوند – تحفة أثرية من العصر الحجري الاسكندنافي

يشير العصر الحجري الشمالي إلى العصر الحجري للدول الإسكندنافية. خلال عصر التجمد الفايسلي (115,000-11,700 سنة) كانت كل إسكندنافيا تقريبًا مدفونة تحت غطاء جليدي كثيف ودائم، ثم جاء العصر الحجري متأخرًا إلى هذه المنطقة. مع ارتفاع درجة حرارة المناخ ببطء في نهاية العصر الجليدي قام الصيادون الرُّحَل من أوروبا الوسطى بزيارة المنطقة بشكل متقطع، ولكن لم يحدث الاستيطان الدائم (المترحّل) هناك حتى حوالي عام 12,000 قبل الميلاد.